# Diplotaxis martinezi
Diplotaxis martinezi är en skalbaggsart som beskrevs av Juan A. Delgado och Capistran 1993. Diplotaxis martinezi ingår i släktet Diplotaxis och familjen Melolonthidae. Inga underarter finns listade i Catalogue of Life.